# Breisach am Rhein
Breisach am Rhein település Németországban, azon belül Baden-Württembergben. Lakosainak száma 16 007 fő (2023. december 31.). Breisach am Rhein Vogtsburg im Kaiserstuhl és Ihringen községekkel határos.

## Népesség
A település népessége az elmúlt években az alábbi módon változott:
| Lakosok száma | 7233 | 8376 | 9237 | 9433 | 9981 | 11 586 | 13 090 | 14 398 | 14 464 | 16 007 |
|               | 1961 | 1967 | 1974 | 1980 | 1987 | 1993   | 2000   | 2006   | 2013   | 2023   |